# تيرينس باركر
تيرينس باركر (بالإنجليزية: Terrence Parker)‏ هو موسيقي ومنتج أسطوانات وملحن ودي جيه أمريكي، ولد في القرن العشرين.

## وصلات خارجية
- الموقع الرسمي
- تيرينس باركر على موقع ميوزك برينز (الإنجليزية)
- تيرينس باركر على موقع أول ميوزيك (الإنجليزية)
- تيرينس باركر على موقع ديسكوغز (الإنجليزية)